# Jürgen Hinrichs (Politiker, 1927)

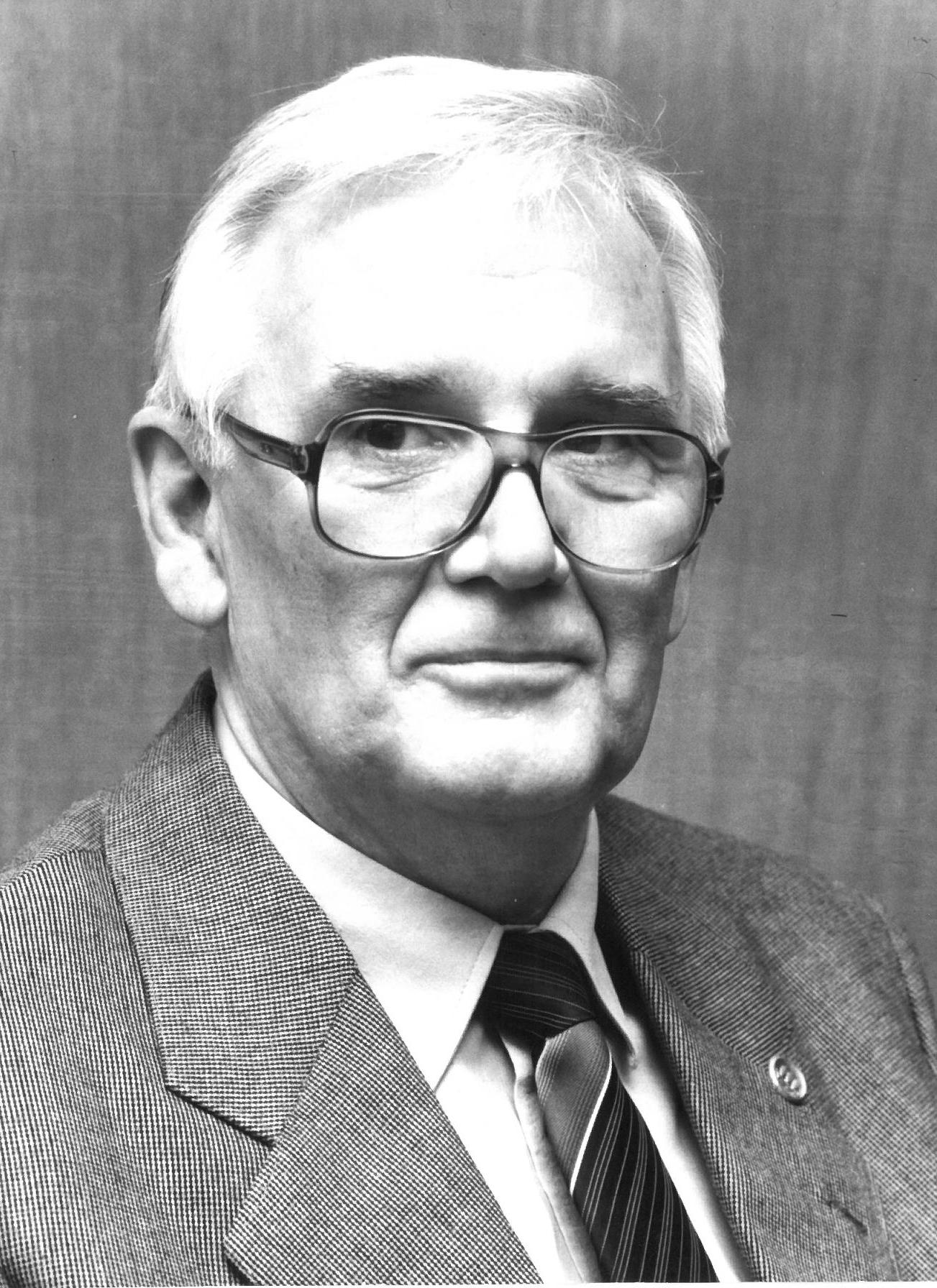
Jürgen Hinrichs, 1985

Jürgen Hinrichs (* 18. November 1927 in Rostock; † 30. März 2014 in Meiningen) war ein Funktionär der DDR-Blockpartei National-Demokratischen Partei Deutschlands (NDPD). Er war Vorsitzender des NDPD-Bezirksvorstandes Suhl.

## Leben
Hinrichs war Lehrer, studierte Wirtschaftswissenschaften und schloss sein Studium als Diplomökonom ab. Ab 1949 war er Mitglied der NDPD. Er war als Lehrer an einer Landesparteischule und später an der Zentralen Parteischule der NDPD in Waldsieversdorf tätig. Ab 1961 war er Sekretär und von Januar 1984 bis 1989 – als Nachfolger von Helmut Grunow – Vorsitzender des NDPD-Bezirksvorstandes Suhl. Von 1987 bis 1990 war er zudem Mitglied des Hauptausschusses der NDPD.
Ab 1971 war er Abgeordneter des Bezirkstages Suhl und stellvertretender Vorsitzender der Ständigen Kommission Bauwesen des Bezirkstages. Im Oktober 1977 wurde ihm der Vaterländische Verdienstorden in Bronze und im Oktober 1987 in Silber verliehen.
Hinrichs war seit 1958 mit Jutta Hinrichs geb. Clemen verheiratet und seit 2010 verwitwet. Er hatte drei Töchter und einen Enkel.